# Kreismuseum Bitburg-Prüm

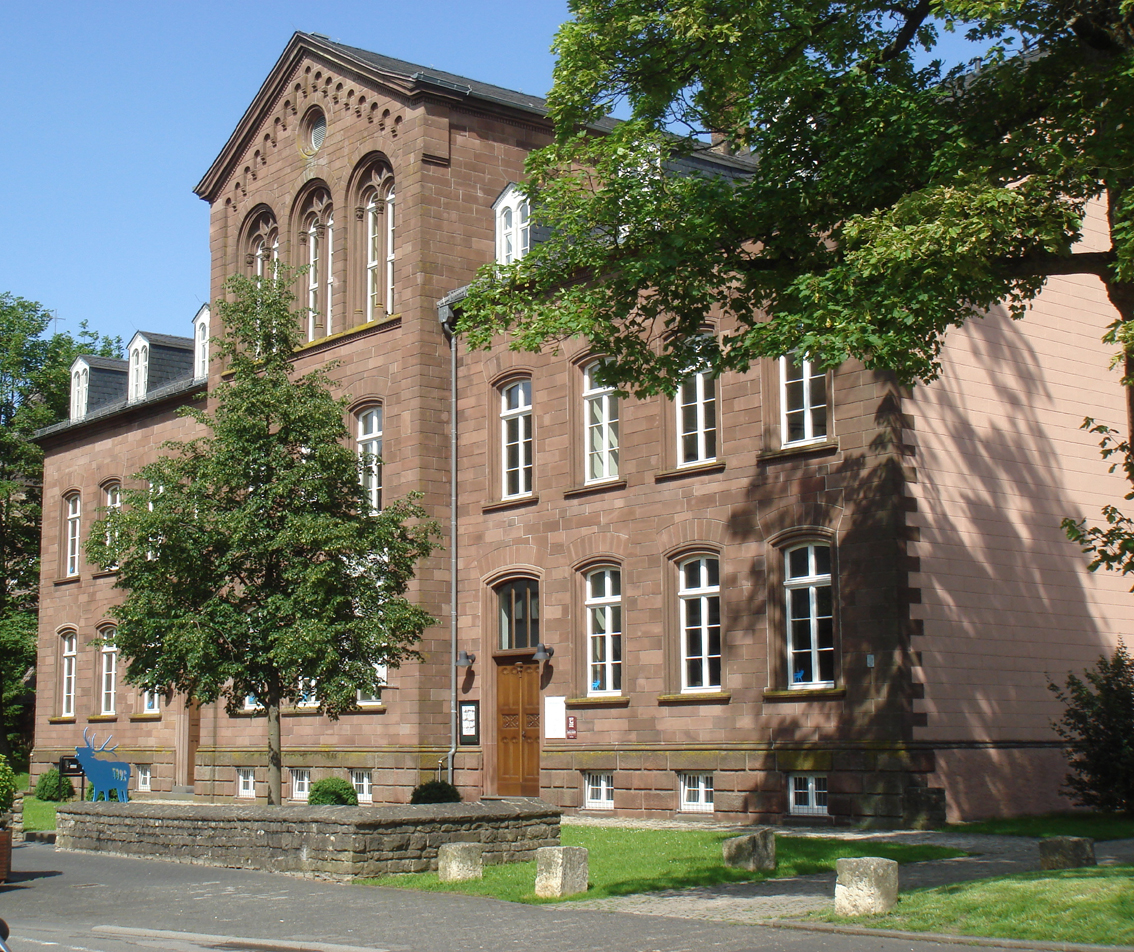
Das Kreismuseum Bitburg-Prüm in Bitburg

Das Kreismuseum Bitburg-Prüm ist das   Heimatmuseum des Eifelkreises Bitburg-Prüm in Bitburg. Es beherbergt Sammlungen zur Alltags- und Kulturgeschichte der Eifel.

## Geschichte
Das Museum wurde am 11. August 1929 als Heimatmuseum des Kreises Bitburg eröffnet. Die Gründung geht zurück auf den  Landrat Albert Gilles (1895–1989). Ihren Platz fand die Sammlung zunächst im früheren Elektrizitätsamt in der Mötscher Straße. Ab 1938 wurde das alte Rathaus zum neuen Standort. Dort gingen bei den Bombenangriffen auf Bitburg am Ende des Zweiten Weltkriegs etwa drei Viertel der Bestände verloren.
Von 1959 bis 1996 lag die Leitung des Museums in der Hand von Josef Hainz. Zunächst wurde es 1959 in dem barocken Schlösschen in der Kölner Straße wiedereröffnet. 1963 erfolgte der Umzug in die ehemalige „Villa Limbourg“ in der Denkmalstraße. Im Jahr 1998 wurde das Kreismuseum im historischen Gebäude der einstigen „Höheren Landwirtschaftsschule“ in Bitburg eingerichtet, einem Bau aus den Jahren 1880 bis 1882 nach Plänen des königlichen Baumeisters Krone und des Kreisbaumeisters Peter Josef Julius Wolff (1824–1911). Mit erneuerter Konzeption präsentiert sich das Museum dort seither als Heimatmuseum.

## Ausstellung

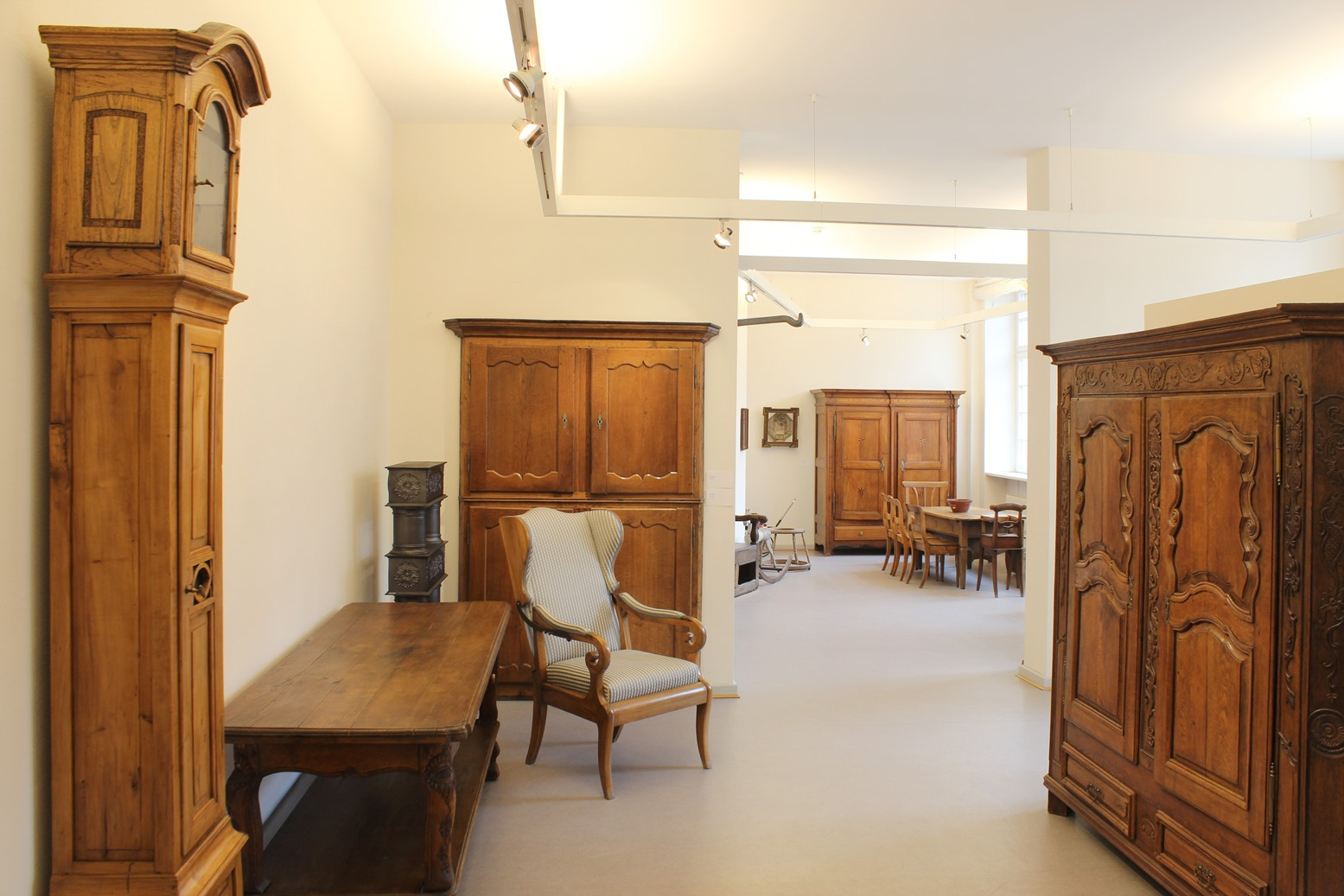
Abteilung „Haus und Hof“

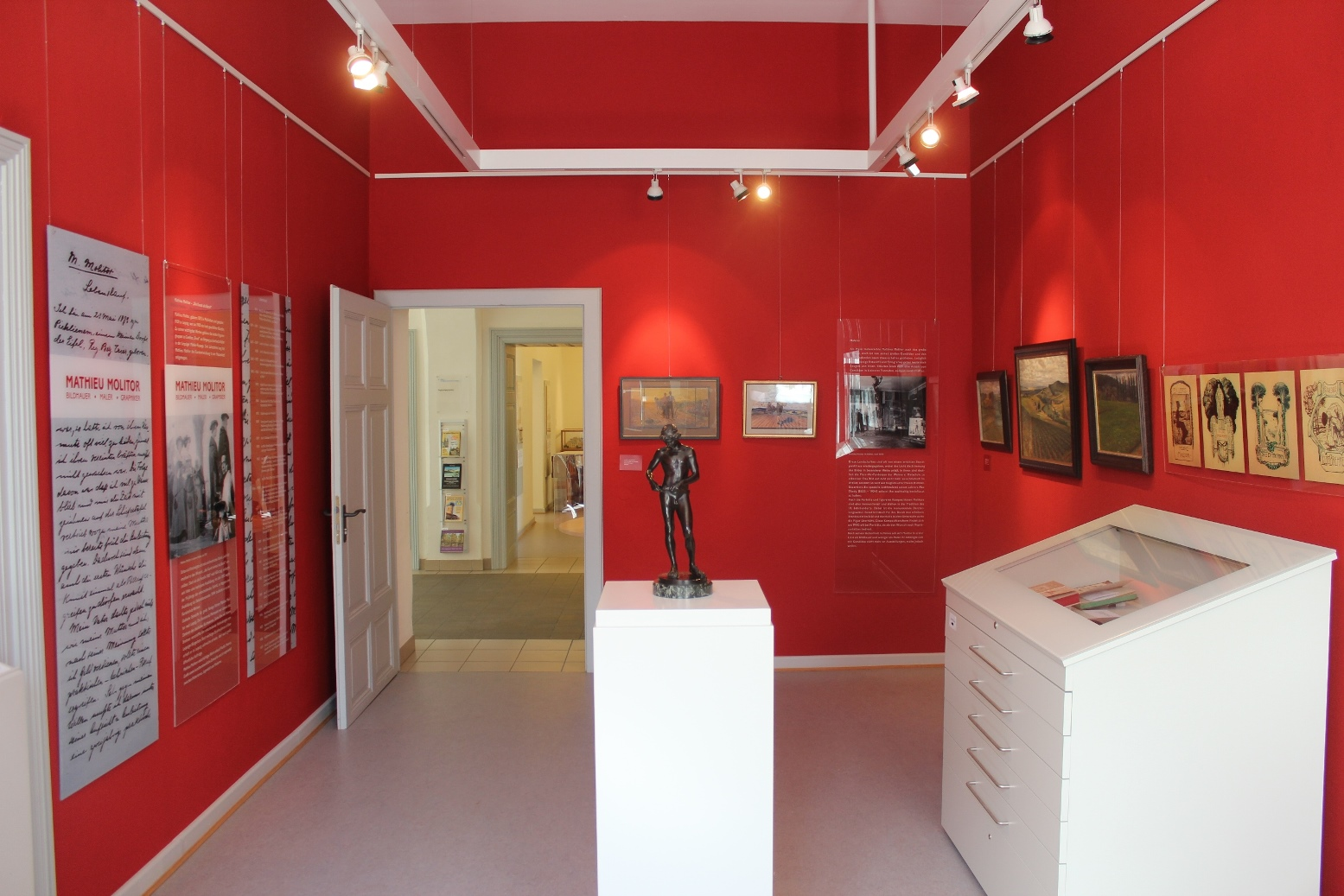
Der Mathieu-Molitor-Raum ist dem Leben und Werk des Künstlers aus Pickließem gewidmet.

In 20 Räumen und mit einer Ausstellungsfläche von rund 1.000 Quadratmetern zeigt das Museum Zeugnisse zur Geschichte der Eifel. Es gibt Einblicke in die Lebens- und Arbeitswelten der letzten drei Jahrhunderte. Hinzu kommt eine archäologische Sammlung. Die ständige Ausstellung zeigt insbesondere:
- Überblick über die Regionalgeschichte von der Römerzeit bis ins 20. Jahrhundert
- Ländliche Wohnkultur des 18. und 19. Jahrhunderts
- Historische Fotografien aus der Eifel
- Leben und Werk des Bildhauers, Malers und Grafikers Mathieu Molitor (1873–1929)
- Zeugnisse der Eisenindustrie seit dem Mittelalter
- Landwirtschaft und Handwerk
- Archäologische Funde von der Steinzeit bis ins Mittelalter

### Sammlungsschwerpunkt Fotografie
Mit der Ausstellungsreihe „Alltag und Idylle – Bilder vom Leben auf dem Land“ legte das Kreismuseum erstmals einen Schwerpunkt auf das Thema Fotografie. Beginn der Reihe bildete die Sonderausstellung „Vergessenes Land – wiederentdeckte Eifel-Fotos von Joseph Jeiter (1898-1968)“ im Jahr 2000. Größter Bestand der Sammlung ist der fotografische Nachlass des Landwirtes Albert Theisen aus Meckel, bestehend aus 794 Glasplatten, seiner Kamera und der vollständig erhaltenen Dunkelkammer samt Ausstattung, die in der Dauerausstellung zu besichtigen ist. Etwa 250 weitere Positionen bestehen aus Einzelaufnahmen, zum Teil in originalen Rahmen, Fotoalben, Glasnegativen sowie aus Aufnahmeserien zeitgenössischer Fotografen: Martin Rosswog Ländliche Innenräume, entstanden etwa 2005, sowie von Markus Bullik Brauchgestalten der Dorfgesellschaft, entstanden Ende der 1990er Jahre.

## Bibliothek
Das Museum verfügt über eine Präsenzbibliothek zur Regionalgeschichte. Dort sind ebenso einsehbar:
- Eine Sammlung der Bitburger Zeitung (erstmals erschienen unter dem Titel Eifeler Bauernfreund) von 1848 bis 1942.
- Der Nachlass des Wißmannsdorfer Pfarrers und Heimatforschers Antonius Cordie (1872–1946), mit Aufsätzen und Notizen zur Geschichte der Eifel und einzelner Orte.
- Der Nachlass des Bitburger Architekten Heinrich Hildebrand (1855–1925), der vor über 100 Jahren Eisenbahnlinien in China und der dortigen deutschen Kolonie Tsingtau geplant und gebaut hat.

## Sonderausstellungen

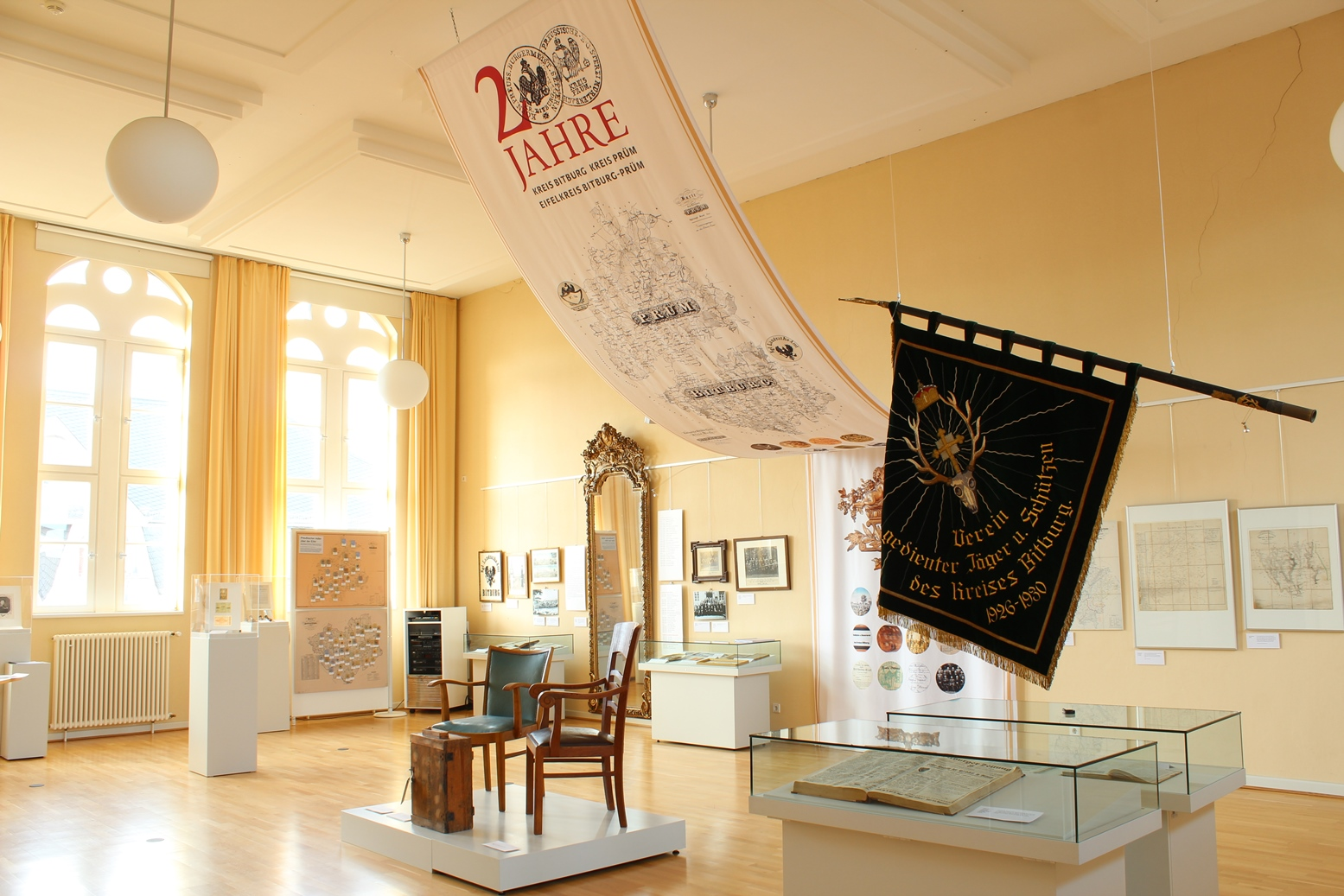
Die Sonderausstellung „200 Jahre Kreis Bitburg – Kreis Prüm – Eifelkreis Bitburg-Prüm“.

Seit der Neueinrichtung im Jahr 1998 bietet das Kreismuseum regelmäßig Sonderausstellungen, die immer wieder neue Themen aus der Geschichte der Region erschließen:
- 200 Jahre Kreis Bitburg – Kreis Prüm – Eifelkreis Bitburg-Prüm, 2. Oktober 2016 bis 15. Januar 2017
- Präsenz, Wirken und Integration von Deutschen in Luxemburg vom Wiener Kongress bis zum Ersten Weltkrieg (1815-1914), 19. September bis 14. November 2013
- „Jetzt wissen wir erst, wie schön die Heimat war“ – Der Überlebenskampf jüdischer Deportierter aus Luxemburg und der Trierer Region im Getto Litzmannstadt. Briefe – Fotos – Dokumente 1941-1944, 8. November 2012 bis 17. März 2013
- Mathieu Molitor (1873-1929): Bildhauer – Maler – Grafiker, 29. April bis 16. August 2009
- Die Synagoge von Bitburg – Ansichten Jüdischen Lebens zwischen Maas, Mosel und Rhein im Spiegel alter Postkarten, 4. November 2008 bis 15. Februar 2009
- Die Burg von Dockendorf, 18. Februar bis 6. Juli 2008
- Migration (im Rahmen des Kulturhauptstadt-Jahres Luxemburg und Großregion), 16. März bis 3. Juni 2007
- Markus Bullik: Brauchgestalten der Dorfgesellschaft – Relikte ländlichen Brauchtums in Deutschland (Fotografie), 5. September 2005 bis 31. Mai 2006
- Trümmerzeit – Bitburg 1945 und Bertolt Brecht, 20. Dezember 2004 bis 31. Mai 2005
- Gute Ideen in schlechten Zeiten – Improvisationen früher und heute, 8. April bis 30. Juni 2004
- Essenszeiten – Eifeler Tischszenen aus 100 Jahren, 11. März bis 29. Juni 2003
- Der Dorffotograf – Bilder vom Leben in der Eifel von Albert Theisen (1886-1967) (Fotografie), 3. Juni bis 27. Oktober 2002
- Milch – mehr als ein Getränk, 2. September bis 1. November 2001
- Das Denkmal der Diana bei Bollendorf und die „Malerischen Ansichten“ von Johann Anton Ramboux (1790-1866), 18. Mai bis 15. Juli 2001
- Martin Rosswog: Ländliche Innenräume in Europa (Fotografie), 30. August bis 15. Oktober 2000
- Marion Anna Simon: Menschen und Orte (Malerei, Plastik), 15. Juni bis 13. August 2000
- Vergessenes Land – wiederentdeckte Eifel-Fotos von Joseph Jeiter (1898-1968), 6. Mai bis 4. Juni 2000
- Franziskus Wendels: „Lichtungen“ (Malerei), 1. Oktober bis 7. November 1999
- Mathieu Molitor (1873-1929) – Heimkehr eines Unbekannten, 26. Februar bis 26. April 1999

## Ausgewählte Objekte

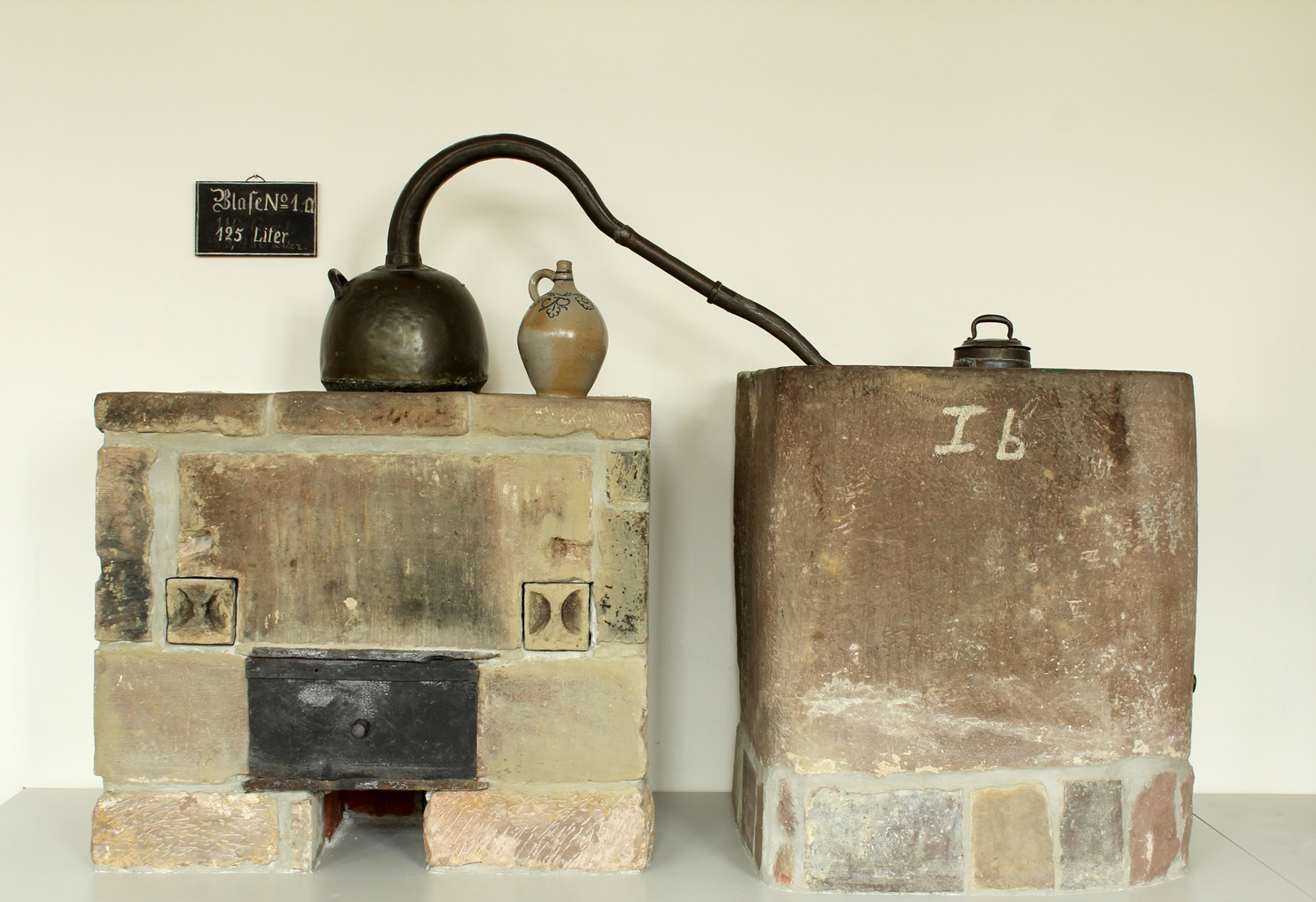
Die Brennerei „Moos“ aus Niederweiler, 18. Jh.
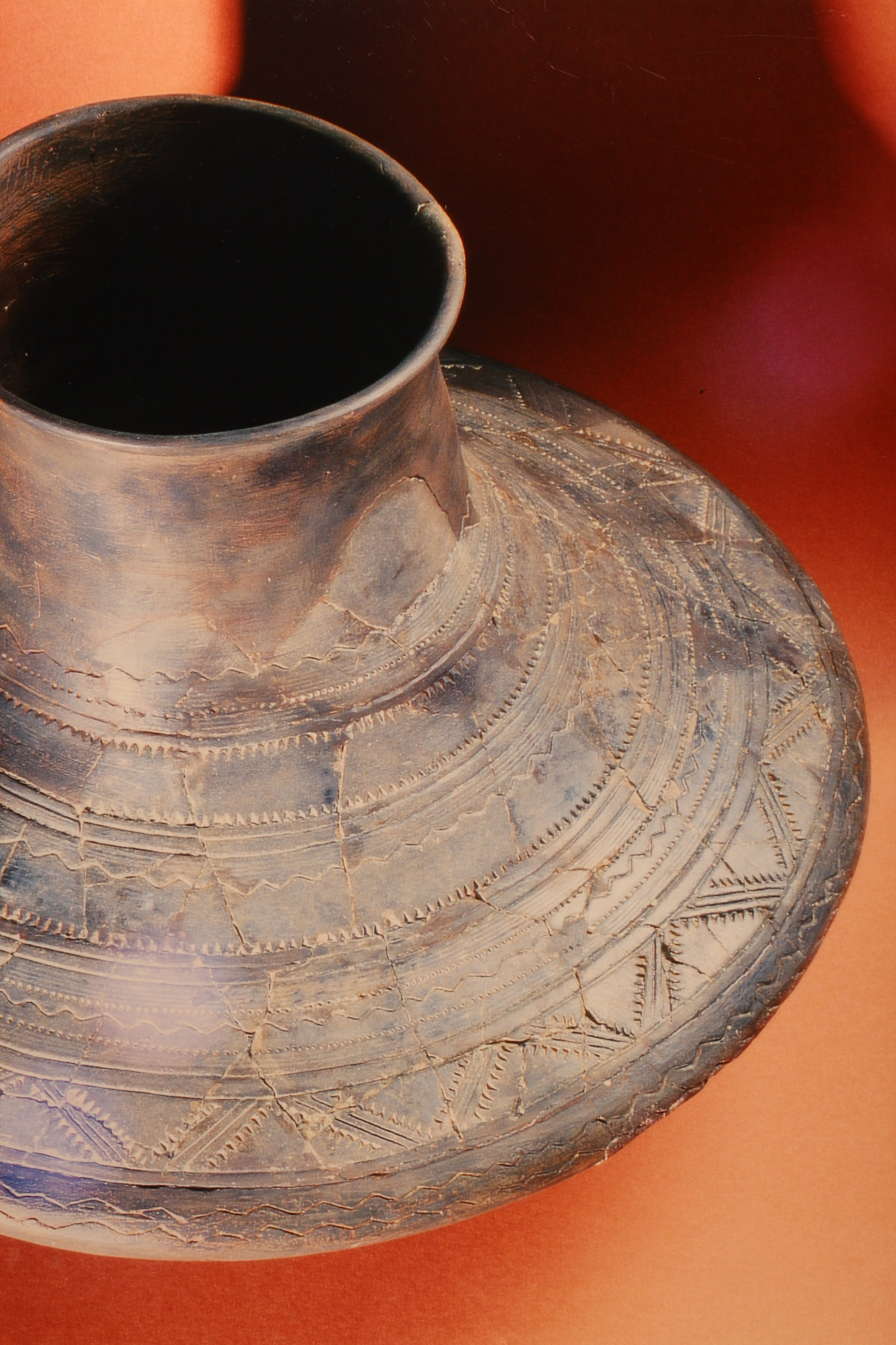
Bronzezeitliche Urne aus Utscheid.
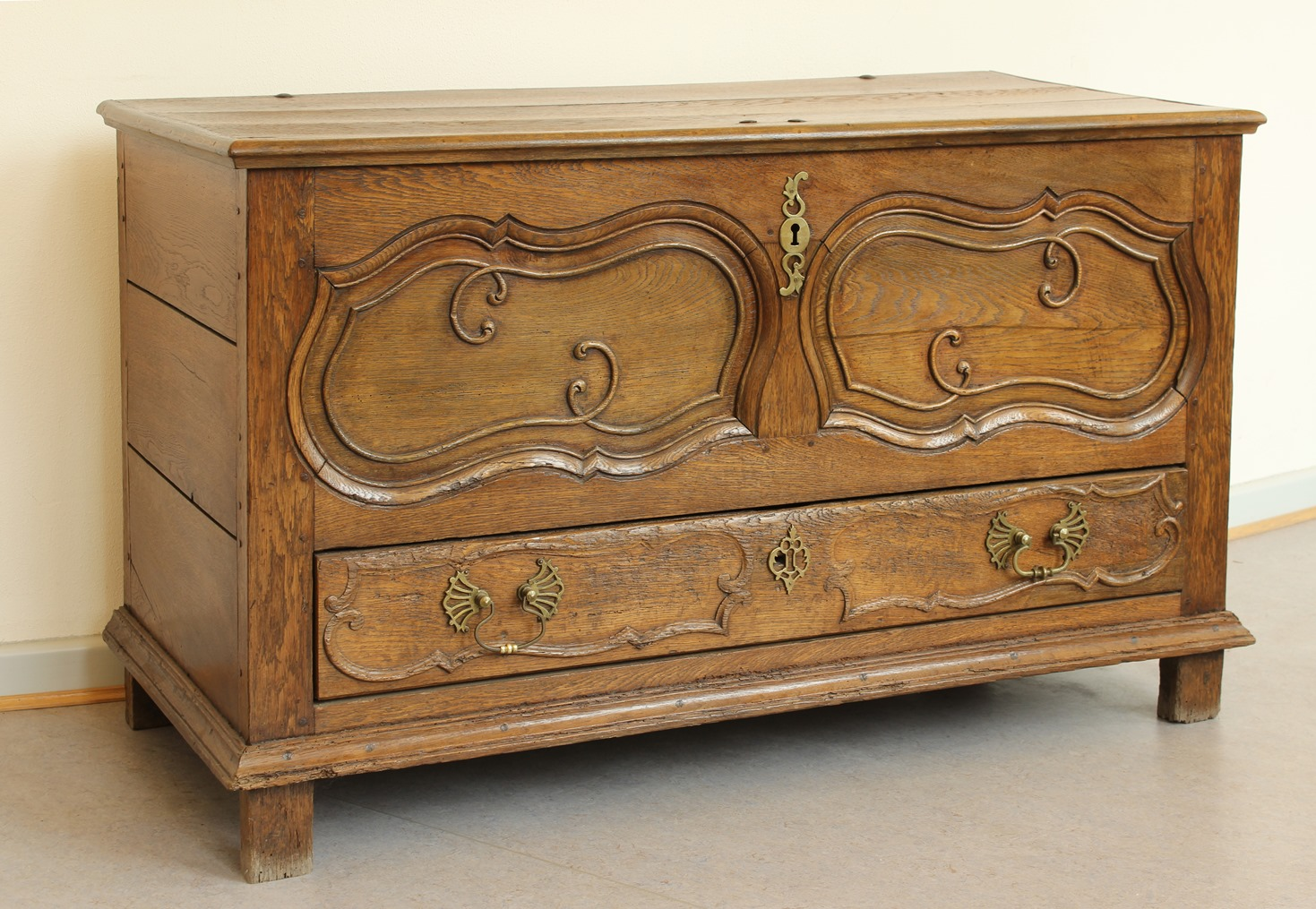
Holztruhe, Anfang 19. Jh.
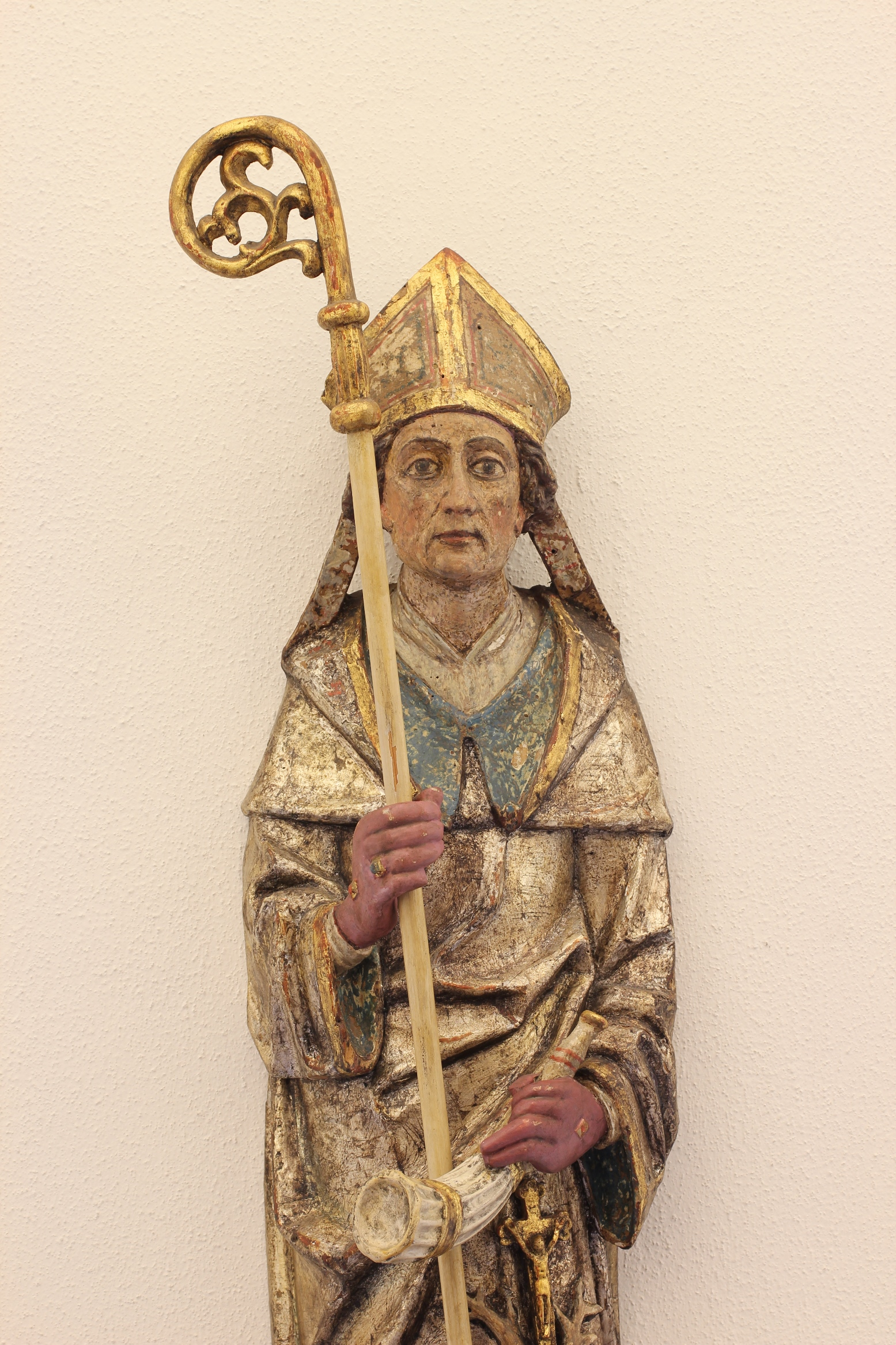
Skulptur des Hl. Hubertus aus Pfalzkyll, 1. Hälfte 16. Jh.
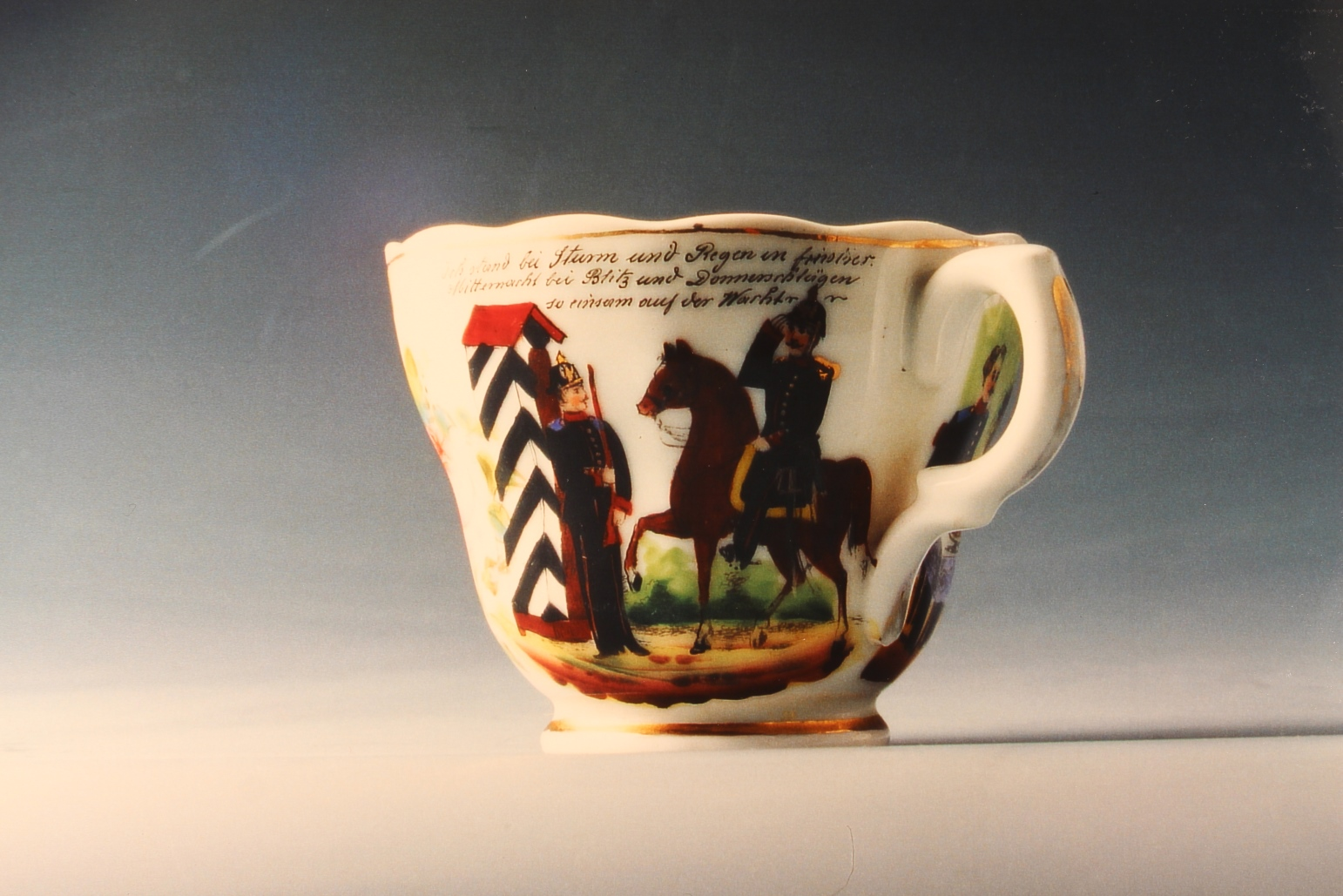
Souvenirtasse eines Reservisten aus Utscheid, 1895.
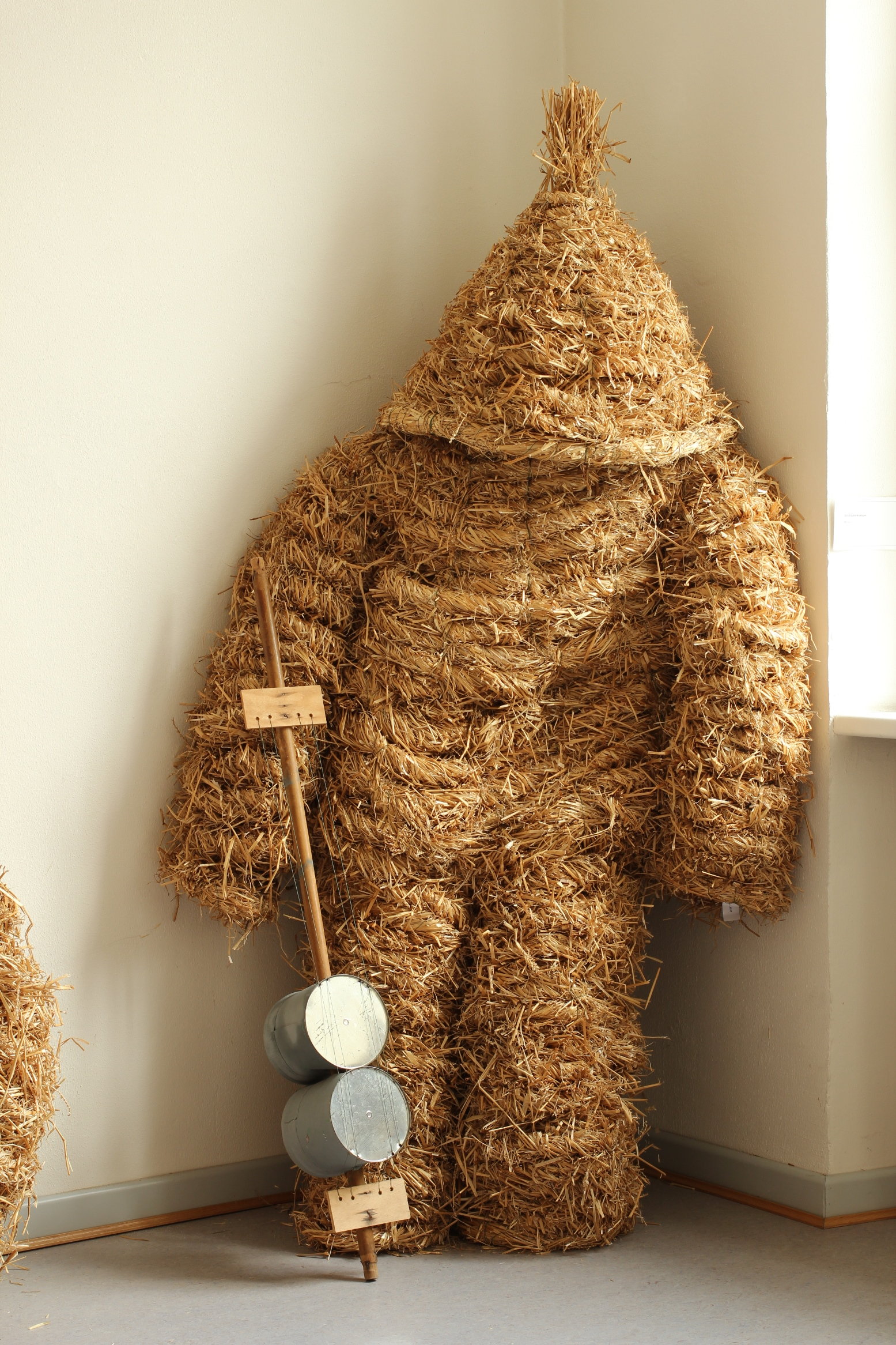
Strohbärenkostüm aus Mötsch, um 1990.
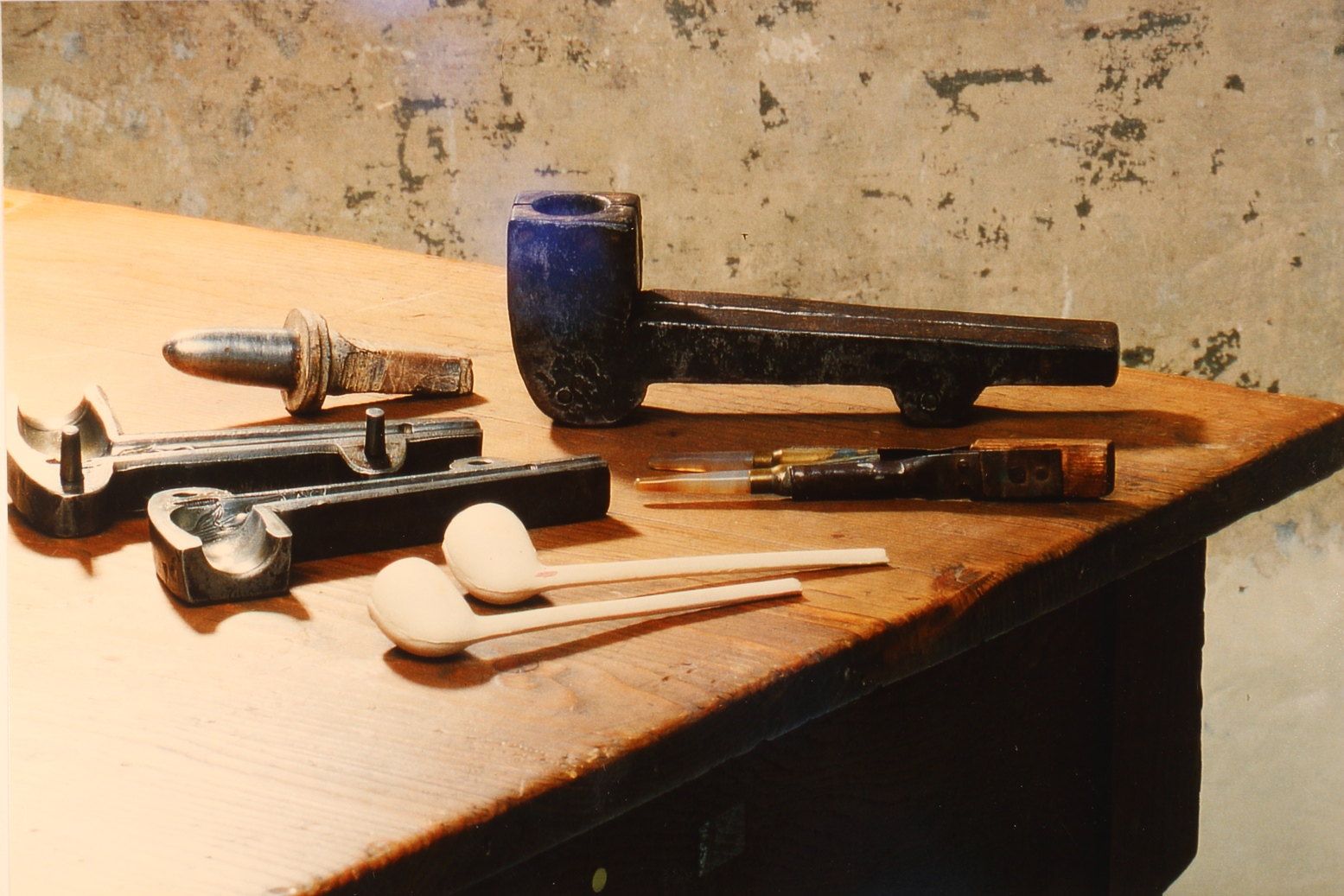
Geräte des Pfeifenbäckers Starck aus Speicher (Eifel), 19. Jh.
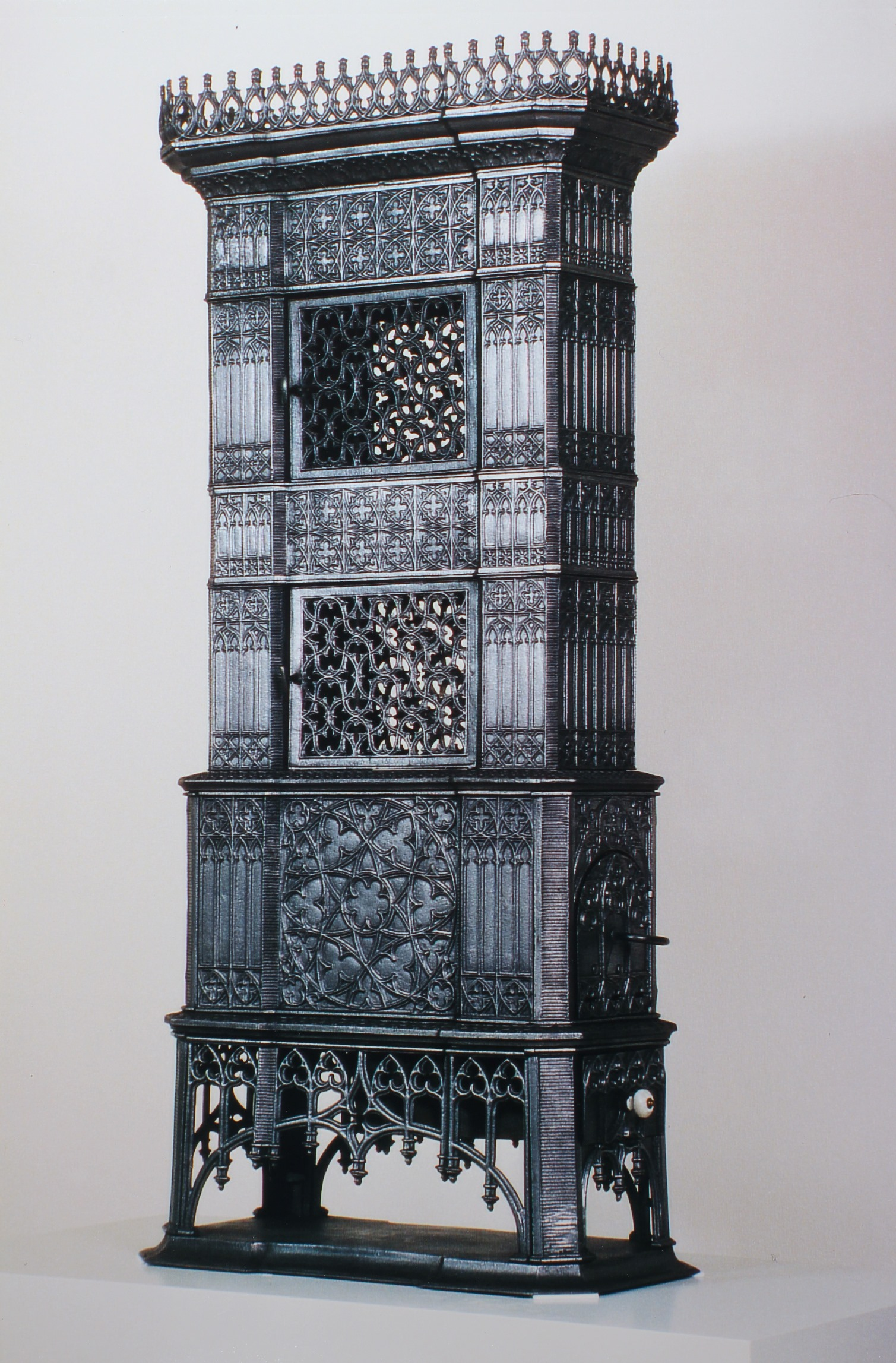
Etagenofen mit neugotischem Dekor, um 1850.
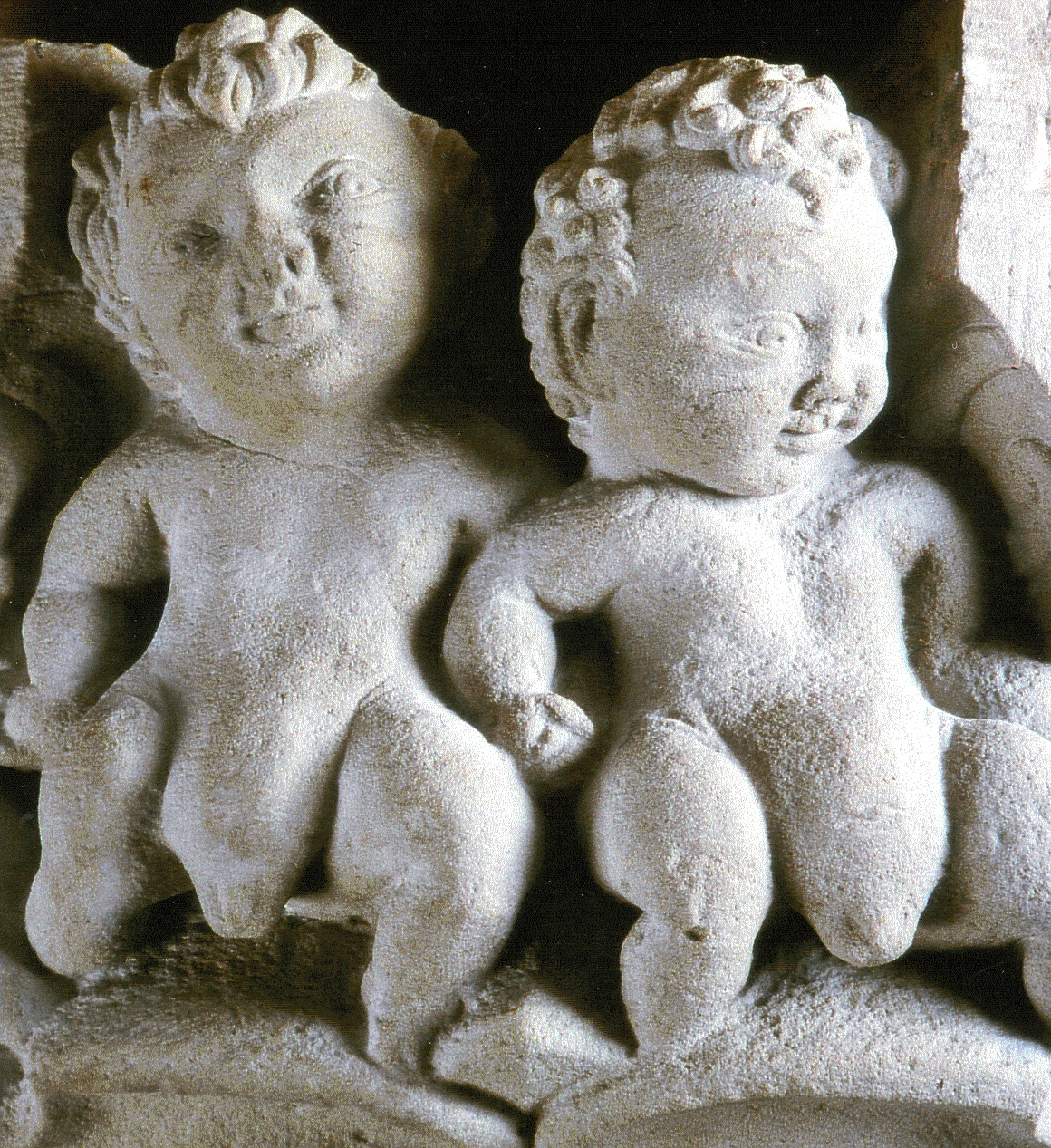
Putten auf dem Gewölbeschlussstein aus dem Kobenturm in Bitburg, 1576.
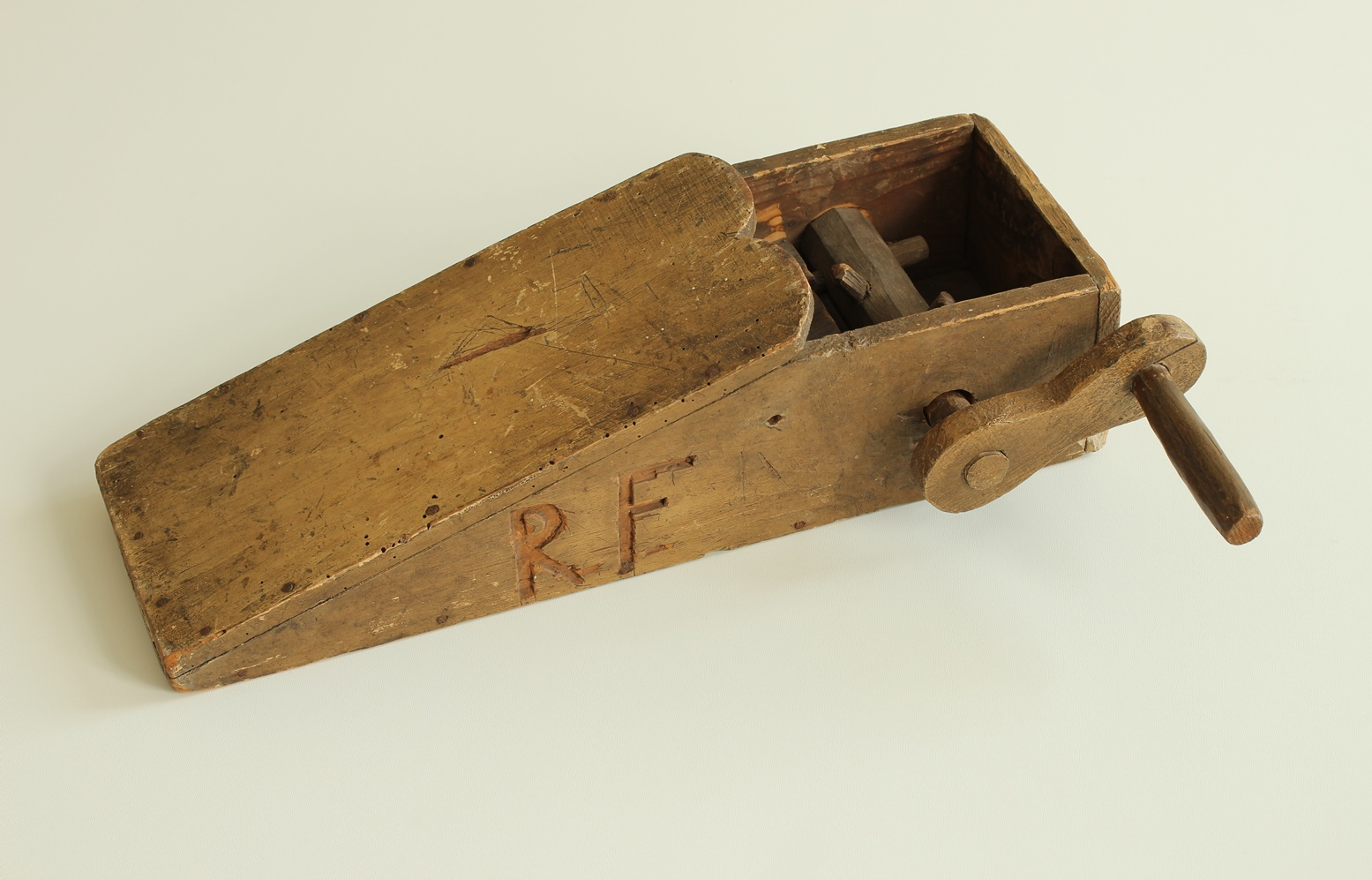
Klapper zum Klappern am Karfreitag und Karsamstag

## Veröffentlichungen
- Kreismuseum Bitburg-Prüm (Hg.): Mathieu Molitor. Bildhauer – Maler – Grafiker. Anlässlich der Ausstellung im Kreismuseum Bitburg-Prüm, 30. April – 16. August 2009. Bearbeitet von Birgit Hartung. Leipzig  2009.
- Kreismuseum Bitburg-Prüm (Hg.): Der Dorffotograf. Bilder vom Leben in der Eifel von Albert Theisen (1886-1967). Mit Beiträgen von Burkhard Kaufmann und Mario Simmer. Bitburg 2002.